# Àtal (general)
Àtal fou un dels generals de Filip II de Macedònia, oncle de la seva dona Cleòpatra (amb la que es va casar el 337 aC). Si bé Justí el fa germà (també Diodor de Sicília el fa germà en un passatge) això seria un error.
En les cerimònies nupcials, després de beure molt de vi, va brindar perquè la seva neboda tingués un legítim successor del tron. Això fou en presència d'Alexandre el Gran, hereu legítim, i de la seva mare Olímpies. Alexandre va reaccionar i Filip va aixecar l'espasa contra el seu fill. Olímpies i Alexandre es van retirar tot seguit a l'Epir però van tornar ràpidament quan es va veure que Àtal no exercia cap influència.
Àtal havia ultratjat el jove Pausànies, d'una noble família macedònia, que era un dels guardians personals del rei. Pausànies es va queixar al seu sobirà però no va poder obtenir el càstig d'Àtal i va decidir venjar-se en el mateix rei,al qual va assassinar durant un festival a Eges el 336 aC.
Àtal era llavors a Àsia on havia estat enviat al front d'un petit exèrcit, juntament amb Parmeni i Amintes IV de Macedònia, per assegurar les ciutats gregues per Macedònia. La pujada al tron d'Alexandre el deixava en mala situació i va acceptar les propostes de Demòstenes de revoltar-se contra el nou rei. Però fou ràpidament derrotat. Àtal va enviar a Alexandre la carta rebuda de Demòstenes, esperant esser perdonat, però Alexandre no va canviar i va enviar a Hecateu amb ordre de detenir a Àtal, i portar-lo a Macedònia, viu o mort. Hecateu va considerar millor matar-lo, cosa que va fer el 335 aC.